# Atletica leggera ai Giochi della X Olimpiade - Salto in alto femminile
La competizione del salto in alto femminile di atletica leggera ai Giochi della X Olimpiade si tenne il giorno 7 agosto 1932 al Los Angeles Memorial Coliseum.

## L'eccellenza mondiale
| Record olimpico: 1928              | 1,595 | Ethel Catherwood | Ritirata |
| Vincitrice dei III Giochi mondiali | 1,57  | Inge Braumüller  | Assente  |
| Record mondiale: 12 giugno 1932    | 1,62  | Carolina Gisolf  | Presente |

## Gara
Le 10 atlete iscritte sono ammesse direttamente alla finale. Dominano la gara le due americane Jean Shiley e Babe Didrikson-Zaharias. Il testa a testa le porta a superare entrambe il record olimpico (1,60) e poi addirittura il record del mondo di 3 cm (1,65). Il regolamento prevede un salto di spareggio; la misura è 1,675 (non valevole però come record mondiale).
La prima a saltare, ed a superare la misura, è la Shiley. Anche la Didrickson supera l'asticella, ma un giudice annulla il suo salto per "tuffo irregolare", in quanto la testa dell'atleta ha valicato l'asticella prima degli arti. La Didrickson si deve accontentare dell'argento.
Un documento cinematografico mostrerà che il salto della Didrickson era invece regolare.

## Risultati

### Turno eliminatorio
Non previsto.

### Finale
Domenica 7 agosto 1932.
| Pos     | Atleta                  | Età | Nazione     | Salti | Salti | Salti | Salti | Salti | Salti | Salti | Salti | Salti | Salti | Salti | Misura | S     | Note                              |
| Pos     | Atleta                  | Età | Nazione     | 1,41  | 1,44  | 1,48  | 1,50  | 1,52  | 1,55  | 1,58  | 1,60  | 1,62  | 1,65  | 1,67  | Misura | 1,675 | Note                              |
| ------- | ----------------------- | --- | ----------- | ----- | ----- | ----- | ----- | ----- | ----- | ----- | ----- | ----- | ----- | ----- | ------ | ----- | --------------------------------- |
| Oro     | Jean Shiley             | 20  | Stati Uniti | –     | –     | –     | O     | O     | O     | O     | O     | O     | O     | XXX   | 1,65   | O     | Record olimpico · Record mondiale |
| Argento | Babe Didrikson-Zaharias | 21  | Stati Uniti | –     | –     | –     | O     | O     | O     | O     | O     | O     | XO    | XXX   | 1,65   | X     | Record olimpico · Record mondiale |
| Bronzo  | Eva Dawes               | 19  | Canada      | –     | –     | –     | O     | O     | O     | O     | XO    | XXX   |       |       | 1,60   |       |                                   |
| 4       | Carolina Gisolf         | 22  | Paesi Bassi | –     | –     | –     | O     | O     | XXO   | O     | XXX   |       |       |       | 1,58   |       |                                   |
| 5       | Marjorie Clark          | 22  | Sudafrica   | –     | –     | –     | O     | XO    | XXO   | XXO   | XXX   |       |       |       | 1,58   |       |                                   |
| 5       | Annette Rogers          | 18  | Stati Uniti | –     | –     | –     | –     | O     | O     | XXO   | XXX   |       |       |       | 1,58   |       |                                   |
| 7       | Helma Notte             | 20  | Germania    | –     | –     | –     | –     | XO    | O     | XXX   |       |       |       |       | 1,55   |       |                                   |
| 8       | Yuriko Hirohashi        | 16  | Giappone    | –     | –     | –     | XXO   | XXX   |       |       |       |       |       |       | 1,50   |       |                                   |
| 8       | Yaeko Sagara            | 18  | Giappone    | O     | O     | O     | XXO   | XXX   |       |       |       |       |       |       | 1,50   |       |                                   |
| 10      | Ellen Braumüller        | 21  | Germania    | O     | –     | –     | –     | XXX   |       |       |       |       |       |       | 1,41   |       |                                   |